# Sun Bin
Sun Bin (孫臏T,孙膑S, Sūn BìnP; ... – 316 a.C.) è stato un generale cinese, stratega del periodo degli Stati Combattenti.
Come il suo antenato Sun Wu, è autore di un trattato di strategia militare, L'arte della guerra, a lungo considerato perduto.

## Storia

### Introduzione
Nel Shiji di Sima Qian presenta una biografia di Sun Bin. In questo lavoro, Sun Bin è anche indicato come "Sun Zi": Zi è un suffisso di cortesia che può essere tradotto come "Maestro". È inoltre probabile che Bin, che significa "rotula", non sia nemmeno il suo vero nome ma un appellativo legato alla sua disabilità fisica.

### Servizio sotto il Wei
Sun Bin è un discendente di Sun Wu (meglio conosciuto in Occidente come Sun Zi o Sun Tzu), nato circa cento anni dopo la morte di quest'ultimo, nelle vicinanze del distretto di Ajuan (阿鄄). Durante la giovinezza, Sun Bin studia strategia militare insieme a un compagno di studi, Pang Juan (龐涓).
Pang Juan ottiene il favore del re dello Stato di Wei e si fa nominare generale. Geloso delle capacità superiori di Sun Bin e temendo che possa sottrargli il ruolo, lo invita a unirsi a lui a corte, ma nel frattempo orchestra una trappola. Sun Bin viene arrestato con l’accusa di tradimento e sottoposto a una severa punizione: gli vengono amputate le rotule (da cui deriva il soprannome "Bin") e tatuata la faccia, una pena riservata ai criminali nell’antica Cina.

### Arrivo a Qi
Data la situazione precaria, Sun Bin fa venire di nascosto un emissario dello Stato di Qi nel regno di Wei, promettendogli di mettersi al servizio del regno di Qi in cambio della propria salvezza. Convinto, il messaggero conduce segretamente Sun Bin a Qi. Per compassione, il generale di Qi, Tian Ji (田忌), lo accoglie nella sua dimora e lo tratta con cortesia. Tian Ji si dedica spesso a competizioni di tiro con l'arco insieme ai figli dei nobili di Qi. In questo contesto, Sun Bin nota che i loro cavalli, con zampe simili per corporatura, sono classificati in tre categorie: alto, medio e basso.
Colto da un'ispirazione, Sun Bin propone a Tian Ji: "Mio signore, la prossima volta che li affronterai, posso farti vincere". Fidandosi dei consigli strategici di Sun Bin, Tian Ji partecipa a una gara di cavalli organizzata con altri nobili e decide di scommettere mille monete d'oro. Sun Bin gli suggerisce un abbinamento strategico: far correre i suoi cavalli peggiori contro i migliori avversari, i suoi migliori contro quelli di livello medio, e i suoi di livello medio contro i peggiori avversari. Seguendo questa strategia, Tian Ji vince due gare su tre e le mille monete d'oro.
Impressionato, Tian Ji presenta Sun Bin al re Wei di Qi, che lo assume come consigliere.

### Battaglia di Guiling
Intorno al 354 a.C., lo Stato di Wei attacca lo Stato di Zhao, costringendo Zhao a chiedere aiuto a Qi. Il re Wei di Qi considera di nominare Sun Bin generale, ma Sun Bin rifiuta, ritenendo inappropriato accettare un incarico del genere a causa della sua disabilità. Il re di Qi decide allora di affidare la guida dell'esercito a Tian Ji, nominando Sun Bin suo consigliere strategico.
Venuto a conoscenza dell'assedio di Zhao, Tian Ji propone di tornare immediatamente a Zhao per affrontare l'esercito di Wei, ma Sun Bin ha un'altra idea. Lo stratega osserva che le truppe principali di Wei sono impegnate nell'assedio e che la difesa interna del regno è probabilmente affidata a soldati anziani e deboli. Sun Bin suggerisce quindi di attaccare direttamente Wei, costringendo l'esercito nemico a ritirarsi da Zhao per difendere il proprio territorio. In questo modo, Qi otterrebbe un doppio vantaggio: assistere Zhao e infliggere un colpo decisivo a Wei.
La strategia viene messa in atto con successo. Presi dal panico, i soldati di Wei si ritirano e affrontano l'esercito di Qi nella battaglia di Guiling, subendo una pesante sconfitta. Questo stratagemma ideato da Sun Bin è ricordato come il secondo dei Trentasei stratagemmi: "Assediare Wei per salvare Zhao".

### Battaglia di Maling
Intorno al 342 a.C., lo Stato di Wei, questa volta alleato con Zhao, attacca lo Stato di Han, che si rivolge a Qi per chiedere aiuto. Il generale Tian Ji viene inviato in soccorso e avanza verso Daliang, la capitale di Wei. A capo delle truppe di Wei c'è Pang Juan, che, appena ricevuta la notizia dell’avanzata di Qi, ordina alle sue truppe di affrontare il nemico.
Sun Bin suggerisce di sfruttare l’arroganza di Wei, sottolineando un principio de L'arte della guerra: "Chi percorre cento li per guadagnare un vantaggio perderà i suoi generali; chi percorre cinquanta li perderà metà delle truppe durante il viaggio". Calcolando che l’esercito di Pang Juan si sarebbe ridotto man mano, Sun Bin organizza una strategia logistica: in tre giorni i centomila soldati di Wei sarebbero diventati prima cinquantamila, poi trentamila, e Qi avrebbe potuto sfruttare questa debolezza.
Tre giorni dopo, quando Pang Juan osserva l’esercito Qi, esulta: "Come sospettavo, i soldati di Qi sono codardi! In soli tre giorni metà del loro esercito è già disertato!". Sottovalutando la situazione, Pang Juan lascia indietro la maggior parte delle sue truppe e avanza con una forza leggera.
Sun Bin guida il suo esercito fino a Maling, dove il terreno si presta perfettamente per un’imboscata. Fa scortecciare un albero e incide sul tronco: "Pang Juan morirà sotto quest’albero". Con diecimila arcieri nascosti, Sun Bin è pronto a dare il segnale d'attacco non appena appaia la luce di una torcia.
Pang Juan arriva al tramonto e nota l’iscrizione sull’albero. Chiede una torcia per leggere meglio, ma non fa in tempo a finire la frase: gli arcieri di Qi scatenano una pioggia di frecce, distruggendo l’esercito di Wei. Realizzando che la battaglia è perduta, Pang Juan si suicida pronunciando le sue ultime parole: "E pensare che sono io a cui questo bastardo dovrà la sua fama".
L’esercito di Wei viene completamente annientato, e Qi cattura il principe Shen, erede al trono di Wei.
Non si sa con certezza cosa sia accaduto a Sun Bin dopo questo episodio.

## L'arte della guerra

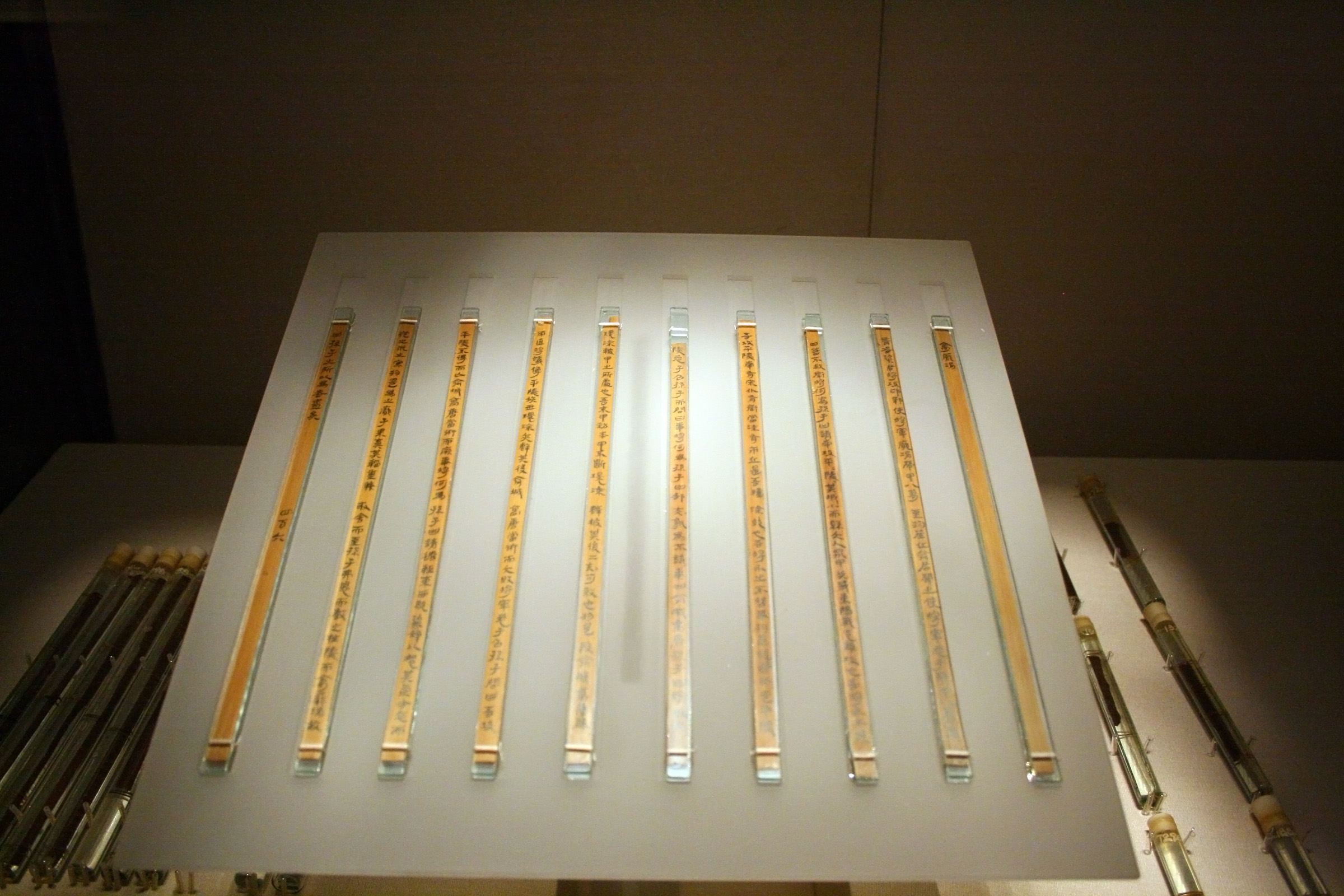
L'arte della guerra di Sun Bin.

L'arte della guerra di Sun Bin (孫臏兵法, Sūn Bìn bīng fǎ) è un testo menzionato molte volte in diverse opere antiche, come il Libro degli Han ma considerato scomparso dalla fine della dinastia Han. Tuttavia, nell'aprile 1972, gli archeologi scoprirono una tomba della dinastia Han a Linyu, nello Shandong, che includeva rotoli di bambù iscritti, inclusa una copia de L'arte della guerra di Sun Bin.
Alcuni testi menzionavano che il lavoro originale consisteva di 89 capitoli, ma la copia scoperta conteneva solo 16 capitoli identificabili. Poiché nella tomba sono stati trovati anche frammenti de L'arte della guerra di Sunzi, è stata sollevata l'ipotesi che questi capitoli fossero i capitoli persi.
Il testo di Sun Bin ha offerto agli storici una prospettiva diversa sulle battaglie di Guiling e Maling. Inoltre, presenta divergenze strategiche con L'arte della guerra. Mentre queste ultime sconsigliavano le guerre d'assedio, Sun Bin offre vari stratagemmi per attaccare una città assediata, il che si tradurrebbe in un avanzamento nel campo delle armi d'assedio durante il periodo degli Stati Combattenti rispetto a quello delle primavere e degli autunni.